# Boulevard Pershing
Le boulevard Pershing est une voie publique située dans le 17e arrondissement de Paris.

## Situation et accès

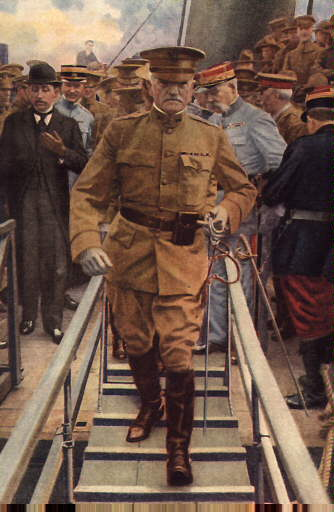
Le général Pershing
à son arrivée en France en 1917.

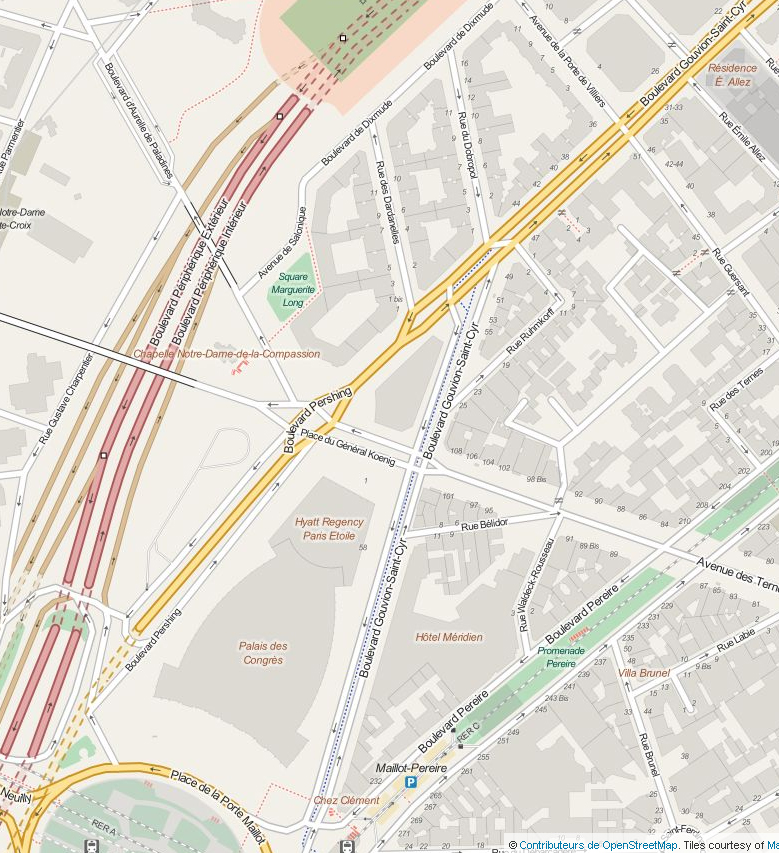
Le boulevard Pershing en 2014.

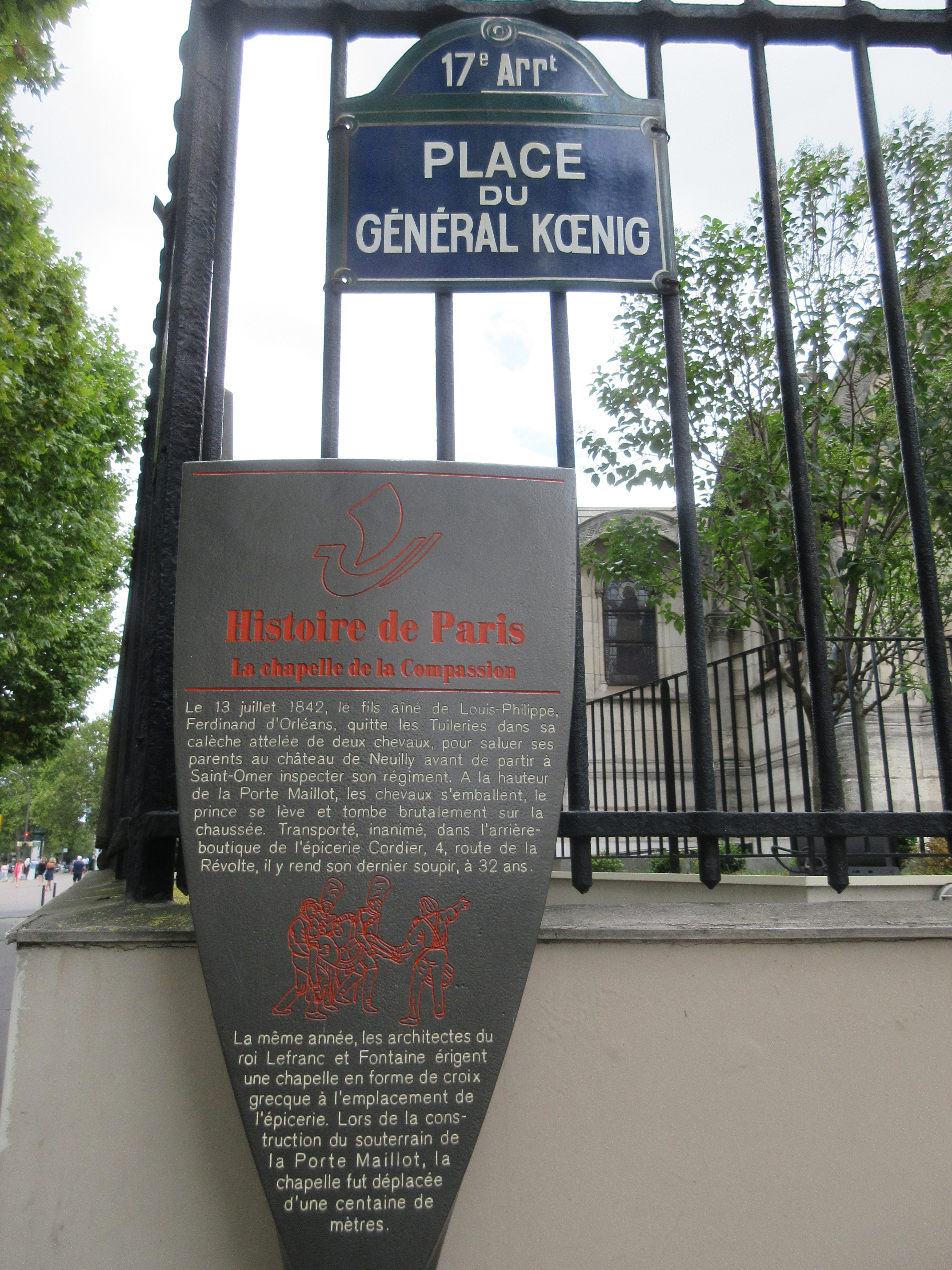
Panneau Histoire de Paris
« Chapelle de la Compassion »

Le boulevard Pershing débute au 1, rue du Dobropol et au 51, boulevard Gouvion-Saint-Cyr) (dont il prolonge la partie nord), traverse la place du Général-Kœnig (précédemment place de la Porte-des-Ternes et antérieurement rond-point de la Révolte) et se termine place de la Porte-Maillot. C'est un tronçon de la route de la Révolte (RD 11), créée vers 1750 sur l'emplacement d'un ancien chemin conduisant à Saint-Denis.
Il longe le palais des congrès de Paris par l'ouest (côté Paris) et le périphérique par l'est (côté Neuilly).

## Origine du nom
Cette voie rend hommage à John Pershing (1860-1948), maréchal des États-Unis (General of the Armies), commandant des forces américaines en France pendant la guerre de 1914-1918.

## Historique

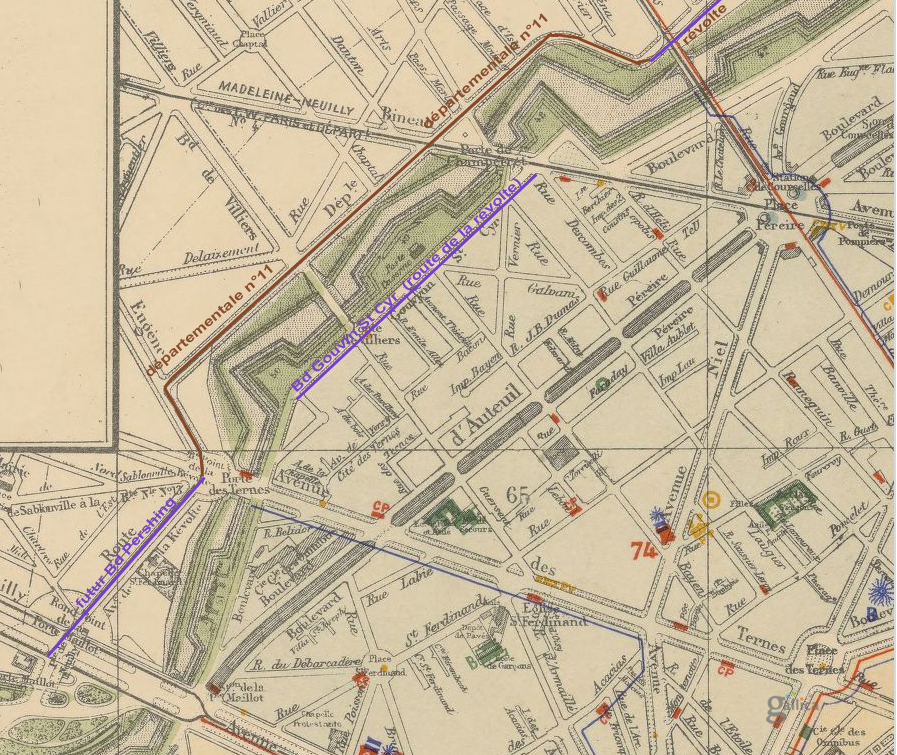
Le futur boulevard Pershing (route de la Révolte) coupé par les fortifs.

Le boulevard Pershing est le premier tronçon de l'ancienne route de la Révolte, cet ancien chemin conduisant du bois de Boulogne et de la porte Maillot en ligne droite jusqu'à Saint-Denis.
La construction des fortifications de Thiers interrompt le chemin direct entre les bastions no 50 et no 48. Une voie militaire, le boulevard de l’Éperon (RD 11) assure alors sa continuité en contournant les fortifications, par l’extérieur. Ce nom provient d'une petite plaine faisant partie de la plaine des Sablons, appelée dans les terriers anciens « Réserve royale de l'Éperon à cause de sa forme.
Le tronçon resté à l'intérieur de l'enceinte fortifiée devient le tronçon sud du boulevard Gouvion-Saint-Cyr, un élément de la rue Militaire.
La partie interrompue a été rouverte par la Ville de Paris sur l'emplacement du bastion no 50. Cette ouverture nommée « porte de Sablonville » rejoindra alors la partie nord du boulevard Gouvion-Saint-Cyr selon le tracé actuel, reconstituant ainsi la ligne droite de l'ancienne route de la Révolte.

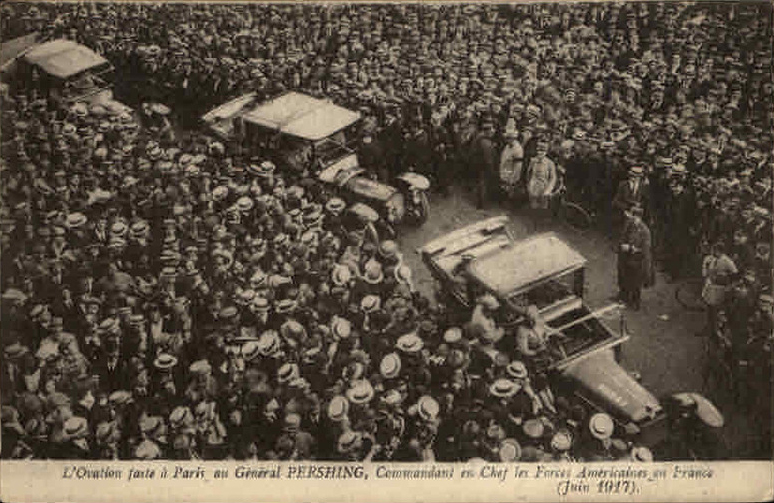
Accueil triomphal de Pershing
à Paris en juin 1917.

Le boulevard rouvert fut d'abord appelé « boulevard de Verdun » jusqu'en 1931. Situé jusque-là sur le territoire de Neuilly-sur-Seine, il fut annexé à Paris en 1929 et il y eut dès lors double emploi du nom avec l'avenue de Verdun située dans le quartier de l'Hôpital-Saint-Louis (10e arrondissement).
Dans le quartier de la porte Maillot, il ne reste que la place de Verdun située au débouché des rues du Midi et de Dreux, à la limite du territoire de Neuilly-sur-Seine et du périphérique (elle ne comporte que deux immeubles qui ne font pas partie de Paris).

## Les plaines des Sablons et de l'Éperon

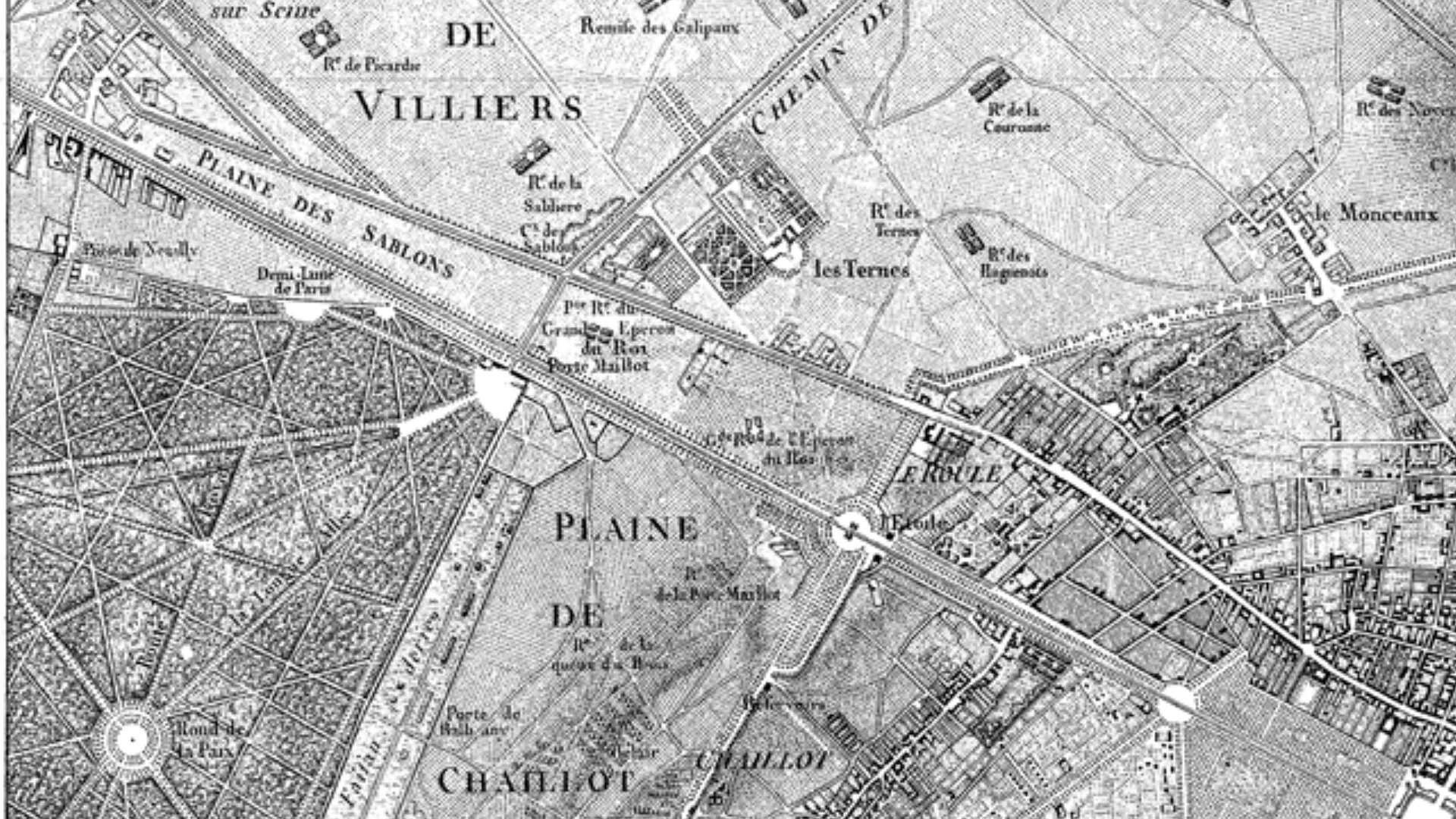
Les réserves de Chasse royales
et les Sablons en 1744.

Entre Neuilly et les Ternes, existait naguère une vaste plaine que son sol pierreux et calcaire a fait nommer « les Sablons » ; elle régnait le long du bois de Boulogne, à partir de la porte Maillot et s'étendait jusque vers les terres de Clichy. Ce ne furent longtemps que des terres pauvres à cultiver et des réserves de chasses royales.
« Puis, on entreprit de faire de la plaine des Sablons un jardin public ; des plantations y furent faites, on y établit des jeux et des amusements ; mais la stérilité et l'aridité du terrain, et surtout le voisinage du bois de Boulogne, rendirent inutiles les efforts que l'on tenta. La pensée d'en faire une ville fut plus heureuse ; on y a bâti de jolies maisons qui ont formé Sablonville. »

## Bâtiments remarquables et lieux de mémoire

### Personnalités
- No 28 : le chanteur et poète Léo Ferré y a vécu à partir de 1951, avec sa seconde épouse Madeleine jusqu'à leur séparation en 1968, dans un immeuble classé alors en « zone insalubre ». Il y reçurent notamment le prince Rainier III de Monaco, puis à de nombreuses reprises en 1955-1956 André Breton, Benjamin Peret et les membres du groupe surréaliste. Cet édifice a été démoli en 1969, pour faire place aux travaux d'agrandissement du boulevard lors de l'édification du Palais des Congrès[5]

### La culture des pommes de terre
C'est en 1786 à Neuilly, sous Louis XVI, que l'apothicaire Antoine Parmentier (1737-1813), réussira les premières cultures de la pomme de terre dans la plaine des Sablons. Il démontra que les pommes de terre poussent facilement, même dans le sable, qu'elles sont goûteuses et bonnes pour la santé, à condition de manger le tubercule sans les feuilles.

### Grandes revues des Sablons
Louis XV et Louis XVI passaient la revue de leurs Gardes françaises et de leurs Gardes suisses dans la plaine des Sablons qui longeait l'avenue de Neuilly (aujourd’hui avenue de la Grande-Armée) depuis le rond-point de l’Étoile jusqu'au-delà la porte Maillot. Il y avait une telle cohue de curieux accourus de Paris que les régiments manœuvraient presque au milieu de la foule.

## Annexes

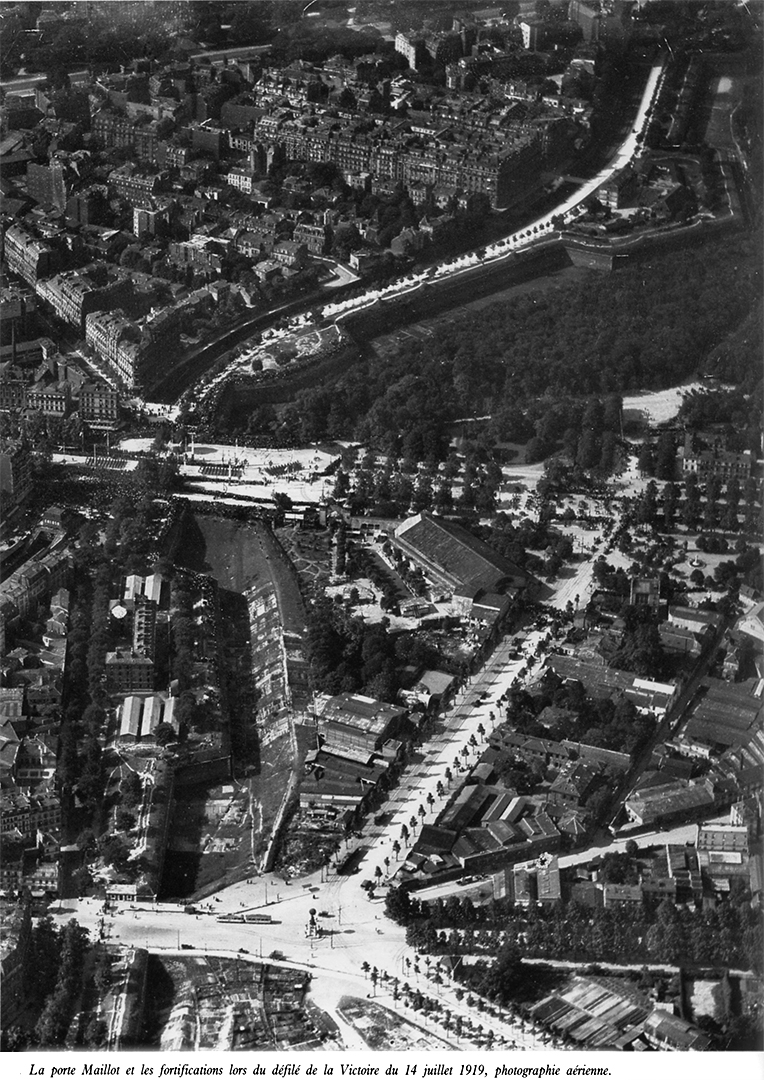
1919 Bd Pershing vers le sud Au 1er plan : porte des Ternes.
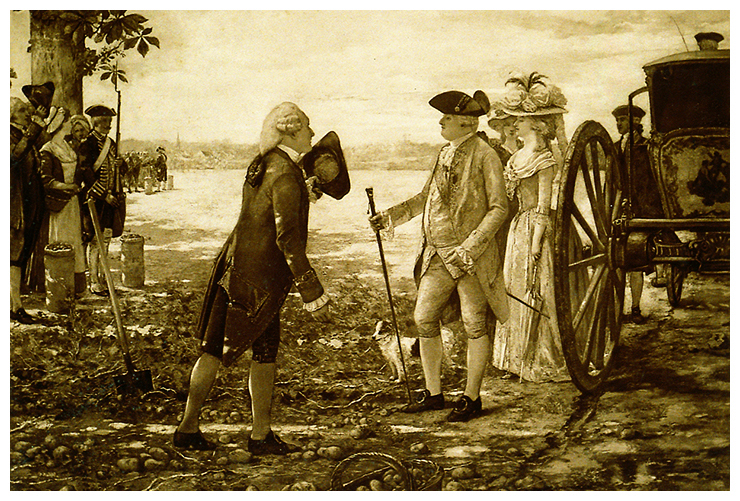
Louis XVI et Parmentier.
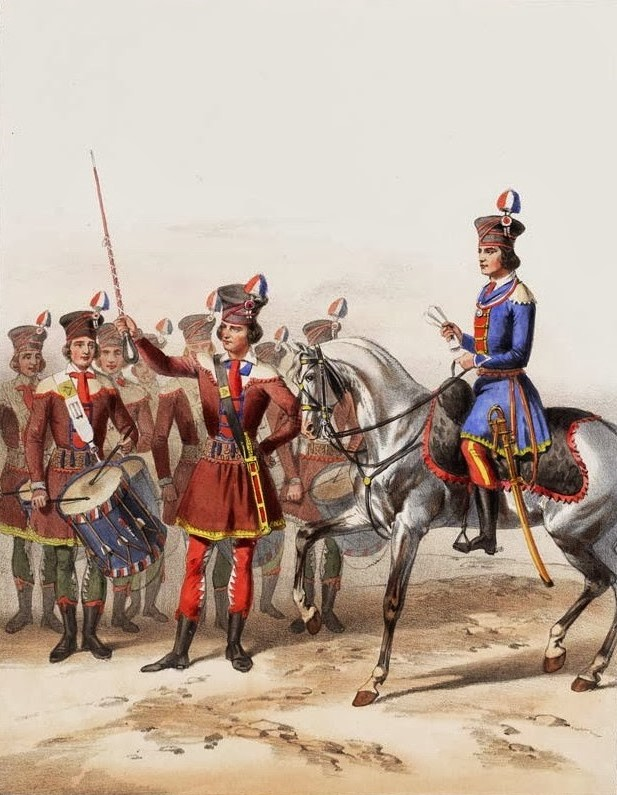
Les élèves de l'École de Mars en 1794.
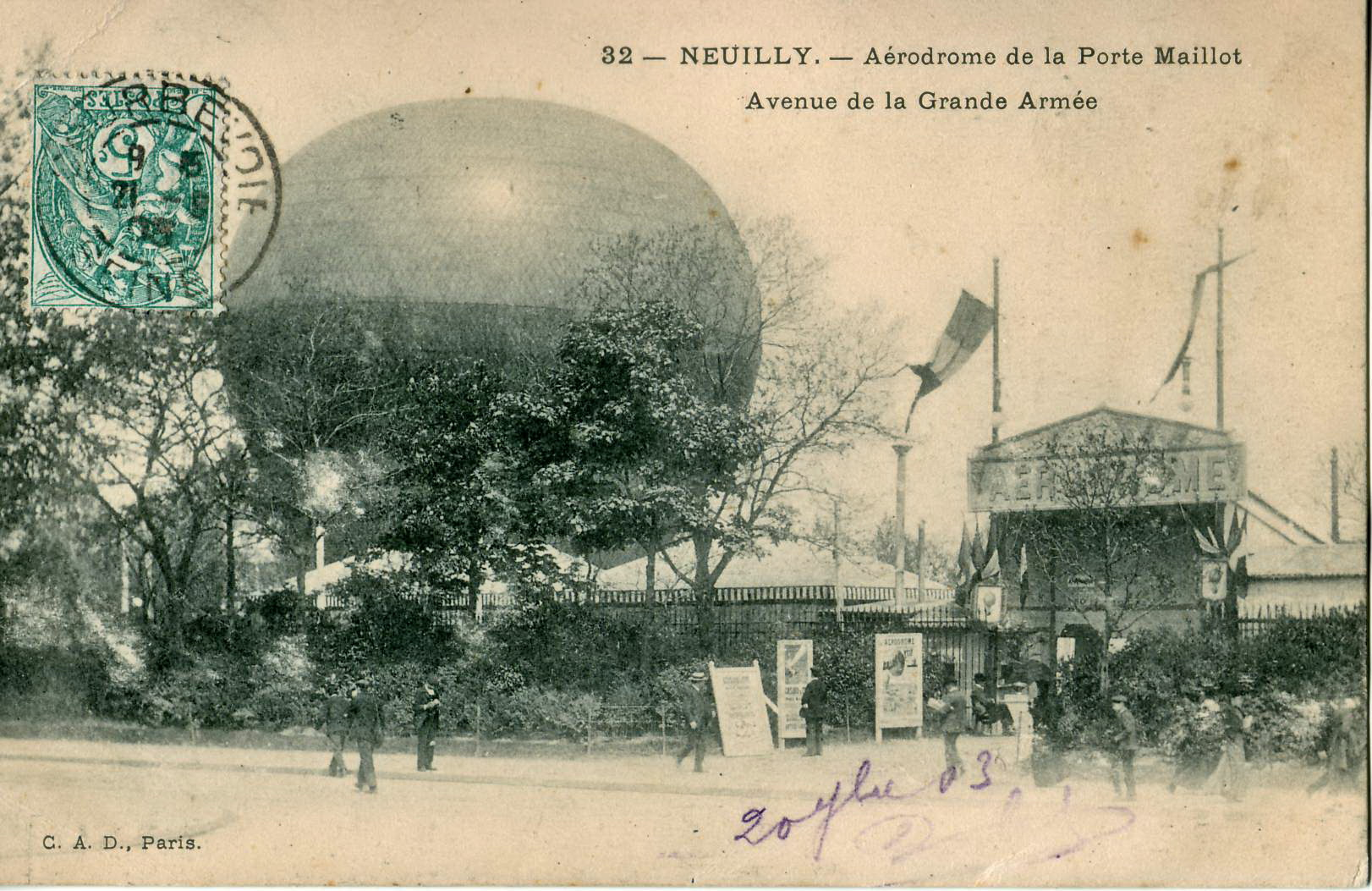
Un ballon captif sur l'aérodrome de la porte Maillot.

### École de Mars
Le 1er juin 1794, la Convention crée par décret l'École de Mars qui a pour but de dispenser une éducation révolutionnaire et de former les futurs soldats de la République. Située dans la plaine des Sablons, elle accueille plus de 3 000 élèves, âgés de 16 à 17 ans, en juillet 1794, pour recevoir une éducation militaire assez rude. Après la chute de Robespierre, l'École de Mars est dissoute dès le 23 octobre 1794. Une rue de Neuilly en rappelle le souvenir depuis 1908.

### Coup d'État du 13 vendémiaire
Le jeune Murat, alors chef d'escadron, vint y chercher hâtivement les quarante canons des sections rassemblées au camp des Sablons. Sans ces canons placés aux extrémités de toutes les rues qui conduisent à la Convention et qui mitraillèrent les « sectionnaires » sur les marches de l'église Saint-Roch, le jeune général Bonaparte n'aurait jamais pu réussir le coup d'État du 13 vendémiaire de l'an IV (5 octobre 1795), qui le fera surnommer le « général Vendémiaire  ».

### Revue des armées confédérées en 1814

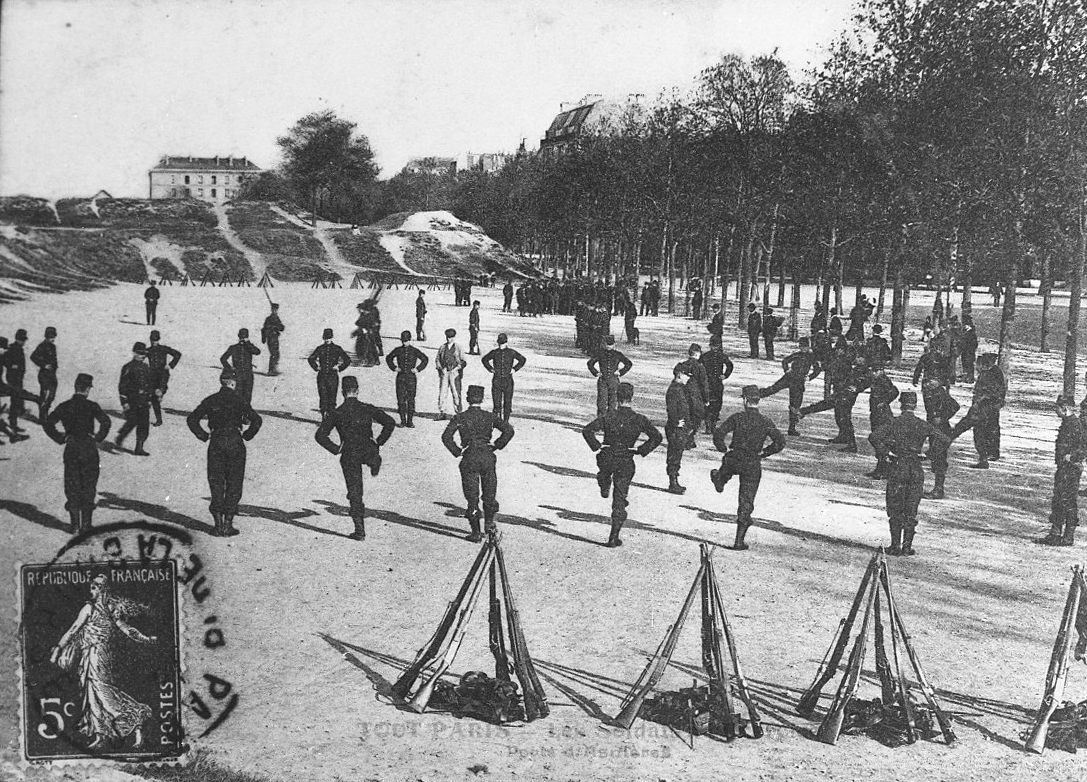
Exercices militaires devant les fortifications, plaine des Sablons, vers 1900.

Le 30 mai 1814, après la victoire des coalisés et la première abdication de Napoléon Ier, une partie des armées confédérées fut passée en revue dans la plaine des Sablons par les empereurs de Russie, d'Autriche et le roi de Prusse.

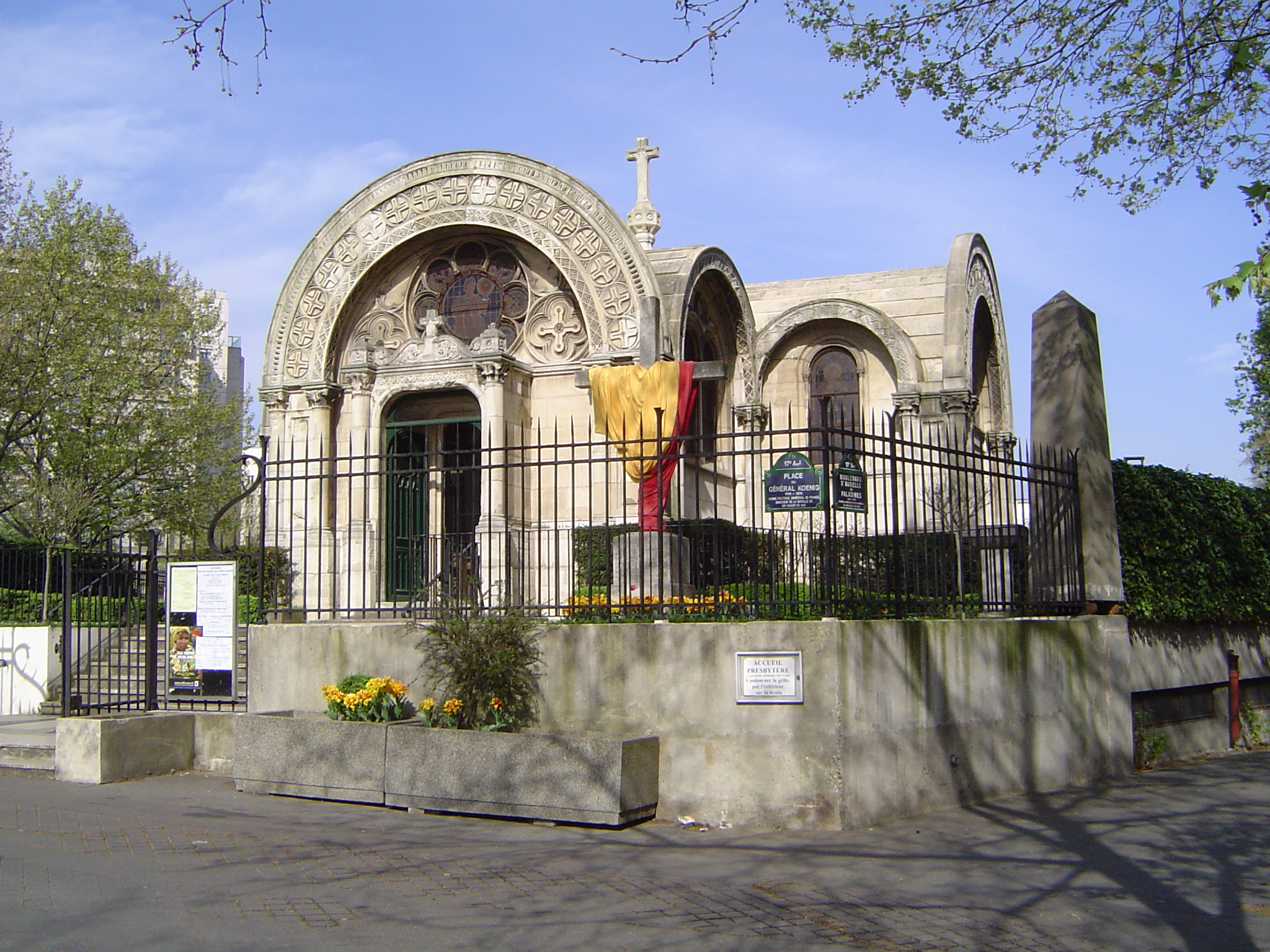
Église Notre-Dame-de-Compassion.

### Église Notre-Dame-de-Compassion de Paris
En bordure de l'avenue, on trouvait jusqu'en 1964 l'église Notre-Dame-de-Compassion, anciennement dénommée « chapelle Saint-Ferdinand », qui avait été construite en 1843 à l'emplacement de la maison où mourut le prince Ferdinand-Philippe d'Orléans, fils du roi Louis-Philippe, à la suite d'un accident de voiture dans lequel il perdit la vie le 13 juillet 1842. Cette chapelle se situait alors dans la zone des terrains militaires, à quelques mètres du rempart, ce qui empêcha de lui donner une plus grande élévation ; un enclos l'entourait, un mur, percé de deux grilles pour le passage des voitures, la séparait de la route de la Révolte.

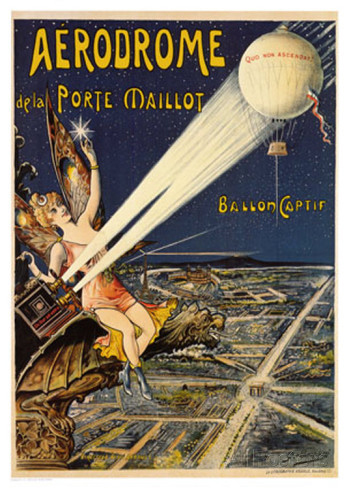
Affiche pour l'aérodrome de la porte Maillot vers 1890.

Lors de la construction du palais des congrès de la porte Maillot en 1964, l'édifice a été déplacé d'une centaine de mètres et reconstruit pierre par pierre au 25, boulevard Pershing, sur la place du Général-Kœnig (porte des Ternes).

### Aérodrome de la porte Maillot
Dans les années 1890, juste après l’enceinte militaire, devant la façade actuelle du palais des congrès, l'aérodrome de la porte Maillot est établi à l’angle de la route de la Révolte et de l'avenue de la Grande-Armée.